# 普里河
普里河，是位於中国重慶市梁平縣、萬州區、開縣的一条河流，汇入长江上游左岸一級支流小江。河长111千米，流域面积1198平方千米，年均流量19立方米每秒。自然落差360米。水能理论蕴藏量2万千瓦。